# Batillipes phreaticus
Espèce
Synonymes
- Batillipes littoralis submersus D'Hondt, 1970

Batillipes phreaticus est une espèce de tardigrades de la famille des Batillipedidae. 

## Distribution
Cette espèce se rencontre dans l'océan Atlantique en France, au Royaume-Uni, en Irlande, en Allemagne et dans la mer Méditerranée en Espagne et en Italie.

## Publication originale
- Renaud-Debyser, 1959 : Sur quelques Tardigrades du Bassin d'Arcachon. Vie et Milieu, vol. 10, p. 135–146.